# Milan Kučan

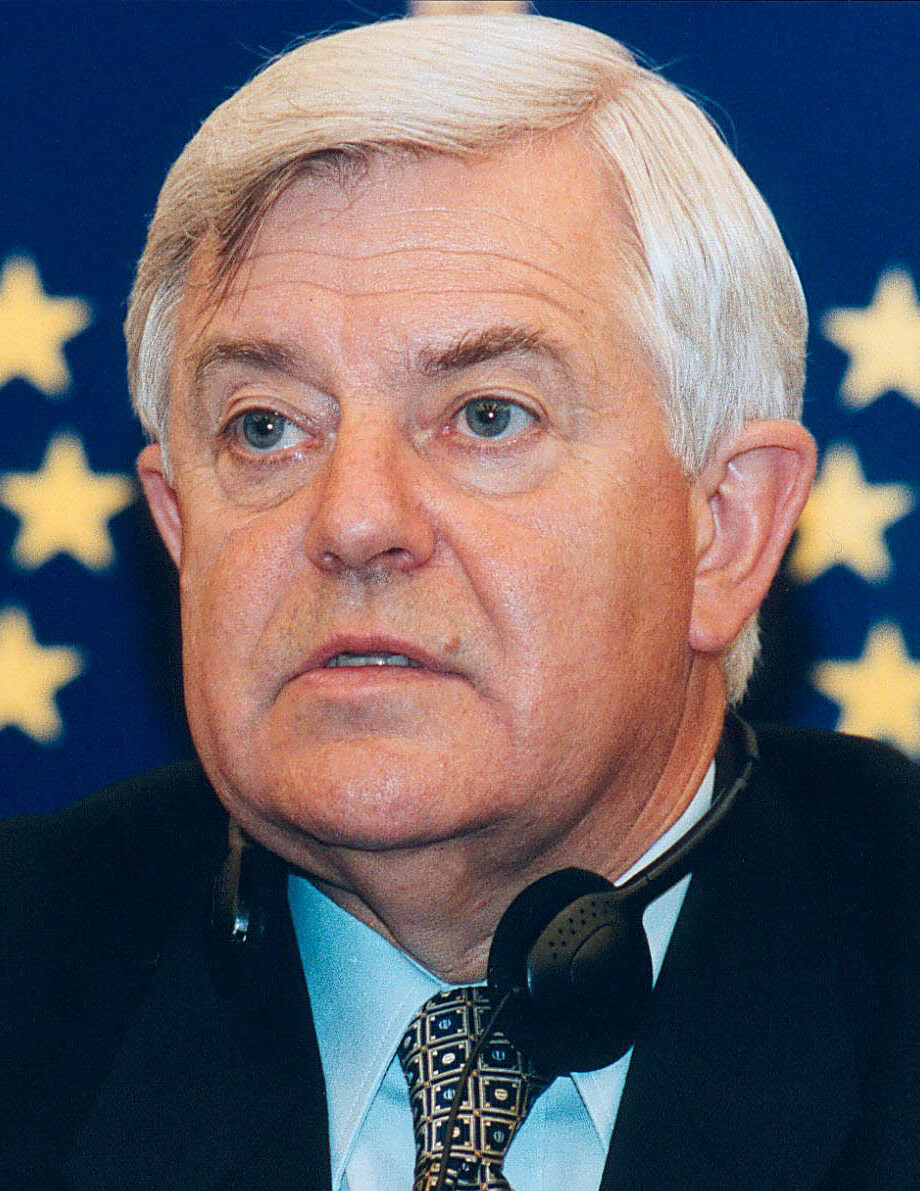
Milan Kučan (2000)

Milan Kučan (* 14. Januar 1941 in Križevci, Königreich Jugoslawien) ist ein ehemaliger slowenischer Politiker und Staatsmann. Von 1986 bis 1990 war er Vorsitzender der Kommunistischen Partei Sloweniens. Er war von 1991 bis 2002 der erste Staatspräsident der Republik Slowenien.
Milan Kučan wurde in Križevci, einem Dorf in der Region Prekmurje, geboren. Slowenien gehörte zu diesem Zeitpunkt dem Königreich Jugoslawien an. Im Alter von 17 Jahren trat er in die Kommunistische Partei Jugoslawiens ein, in der er bereits während seines Jurastudiums an der Universität Ljubljana Karriere machte. Im Jahr 1964 wurde er Vorsitzender des Parteikomitees der Universität. 1978 wurde er zum Parlamentspräsidenten der Teilrepublik Slowenien gewählt, 1986 Chef des ZK der slowenischen KP. In dieser Funktion begann er, sich sowohl für die Trennung von Partei und Staat als auch für Menschenrechte und politischen Pluralismus einzusetzen. Im April 1990 wurde er (nach einer Verfassungsreform) von 58 % der slowenischen Wahlberechtigten in der Stichwahl zum Präsidenten der Teilrepublik gewählt. 
Im Dezember 1990 sprachen sich die Slowenen für die Schaffung einer unabhängigen Republik aus, die im Juni des folgenden Jahres ausgerufen wurde. Nach dem kurzen Unabhängigkeitskrieg und der internationalen Anerkennung wurde er im Jahr 1992 zum ersten slowenischen Staatspräsidenten gewählt. Bei seiner Wiederwahl 1997 vereinigte er 56 % der Stimmen auf sich. Seine zweite Amtszeit – eine weitere war nach der Verfassung nicht möglich – endete 2002. Nachfolger Kučans im Präsidentenamt wurde Janez Drnovšek.
Er ist Mitglied der Vereinigten Liste der Sozialdemokraten (ZLSD).